# 原ケ平
- 原ヶ平

原ケ平（はらがたい）は、青森県弘前市の地名。郵便番号は036-8144。

## 地理
平川支流の大和沢川、中流の西側に位置。北西から北にかけて山崎、北は富士見台、西は小沢、南は狼森、東は千年と接する。

## 歴史

### 沿革
- 1889年（明治22年）～現在 - 千年村から原ケ平になる。
- 1891年（明治24年） - 人口は166人で、戸数は23、厩6。
- 1897年（明治30年） - 弘前市に第8師団が創設。以後当地に歩兵第52連隊・弘前射撃場・館野射撃場などが設置。
- 1955年（昭和30年） - 弘前市の大字になる。
- 1968年（昭和43年） - 陸上自衛隊弘前駐屯地が設置される。一部が中野一～五丁目、稔町、松原西一・二丁目、城南一～三丁目になる。
- 1972年（昭和47年） - 県立弘前ろう学校が富田から現在の原ケ平字奥野に移転。
- 1973年（昭和48年） - 原ケ平・大和沢の一部から分離。現在の原ケ平一～五丁目、小字奥野・山中・山元になる。一部が富士見台一・二丁目、原ケ平一～五丁目、千年一丁目、狼森になる。
- 1974年（昭和49年） - 坂本町より、現在の原ケ平字山元に弘前学院聖愛高校が移転。
- 1978年（昭和53年） - 一部が城南四・五丁目、館野一・二丁目、山崎一～五丁目になる。

### 地名の由来
- 昔の地名である原ケ平を生かしたもの。

## 世帯数と人口
2017年（平成29年）6月1日現在の世帯数と人口は以下の通りである。
| 丁目・大字         | 世帯数  | 人口    |
| ------------------ | ------- | ------- |
| 原ケ平一丁目       | 50世帯  | 129人   |
| 原ケ平二丁目       | 88世帯  | 214人   |
| 原ケ平三丁目       | 58世帯  | 132人   |
| 原ケ平四丁目       | 32世帯  | 62人    |
| 原ケ平五丁目       | 32世帯  | 71人    |
| 原ケ平（小字全域） | 577世帯 | 744人   |
| 計                 | 837世帯 | 1,352人 |

## 施設

### 教育
- 弘前みなみ幼稚園
- 弘前市立南中学校
- 弘前学院聖愛中学高等学校
- 青森県立弘前聾学校

### 医療
- 九十九記念病院保養所

### 福祉
- 社会福祉法人嶽暘会
- グループホームパインの街
- 身体障がい者療護施設千年園

### 商業
- (有)東洋技研

### 公共
- 加茂神社

### 軍事
- 弘前駐屯地

## 小・中学校の学区
市立小・中学校に通う場合、学区は以下の通りとなる。
| 町丁         | 番・番地   | 小学校             | 中学校           |
| ------------ | ---------- | ------------------ | ---------------- |
| 原ケ平       | 奥野       | 弘前市立千年小学校 | 弘前市立南中学校 |
| 原ケ平       | 山中の一部 | 弘前市立千年小学校 | 弘前市立南中学校 |
| 原ケ平       | 山中の一部 | 弘前市立文京小学校 | 弘前市立南中学校 |
| 原ケ平       | 山元       | 弘前市立千年小学校 | 弘前市立南中学校 |
| 原ケ平一丁目 | 全域       | 弘前市立千年小学校 | 弘前市立南中学校 |
| 原ケ平二丁目 | 全域       | 弘前市立千年小学校 | 弘前市立南中学校 |
| 原ケ平三丁目 | 全域       | 弘前市立千年小学校 | 弘前市立南中学校 |
| 原ケ平四丁目 | 全域       | 弘前市立千年小学校 | 弘前市立南中学校 |
| 原ケ平五丁目 | 全域       | 弘前市立千年小学校 | 弘前市立南中学校 |

## 交通
- 弘南バス
  - ろう学校前（弘前駅 - 座頭石線）停留所。
  - 原ヶ平、南中学校前、自衛隊前（弘前駅 - 自衛隊線）停留所。
  - 聖愛高校前（宮園団地 - 聖愛高校線、他）停留所。